# Ruta 207 (Costa Rica)
La Ruta 207, oficialmente Ruta Nacional Secundaria 207 es una ruta nacional de Costa Rica ubicada en la provincia de San José.

## Descripción
En la provincia de San José, la ruta atraviesa el cantón de San José (el distrito de San Francisco de Dos Ríos), el cantón de Desamparados (los distritos de Desamparados, San Antonio).
La ruta atraviesa la zona residencial de San Francisco de Dos Ríos con 4 carriles con 2 por sentidos con cruces semáforizados. Nace del cruce semáforizado de la ruta nacional 211 hasta el cruce en el casco urbano de la ciudad de Desamparados.
Muchos restaurantes se han establecido a lo largo de la ruta, conviertiendo la zona en un destino gastrónomico y de ocio.